# Dasyatis hastata
Espèce
Synonymes
- Pastinaca hastata DeKay, 1842

Statut de conservation UICN

 LC : Préoccupation mineure
Dasyatis hastata est une espèce de raie de la famille Dasyatidae. Certains auteurs considèrent que cette espèce est un synonyme de Dasyatis centroura.